# Saint-Python
Saint-Python ist eine französische Gemeinde mit 985 Einwohnern (Stand: 1. Januar 2022) im Département Nord in der Region Hauts-de-France. Sie gehört zum Arrondissement Cambrai und zum Kanton Caudry. Die Einwohner werden Salicétains genannt.

## Geographie
Die Gemeinde Saint-Python liegt an der Selle, etwa 17 Kilometer östlich von Cambrai und 20 Kilometer südlich von Valenciennes. Umgeben wird Saint-Python von den Nachbargemeinden Haussy im Norden, Vertain im Nordosten, Solesmes im Osten und Süden, Viesly im Südwesten sowie Saint-Vaast-en-Cambrésis im Westen.

## Bevölkerungsentwicklung
| Jahr                       | 1962 | 1968 | 1975 | 1982 | 1990 | 1999 | 2006 | 2012 | 2021 |
| Einwohner                  | 1365 | 1412 | 1349 | 1251 | 1118 | 1014 | 1041 | 966  | 999  |
| Quellen: Cassini und INSEE |      |      |      |      |      |      |      |      |      |

## Sehenswürdigkeiten

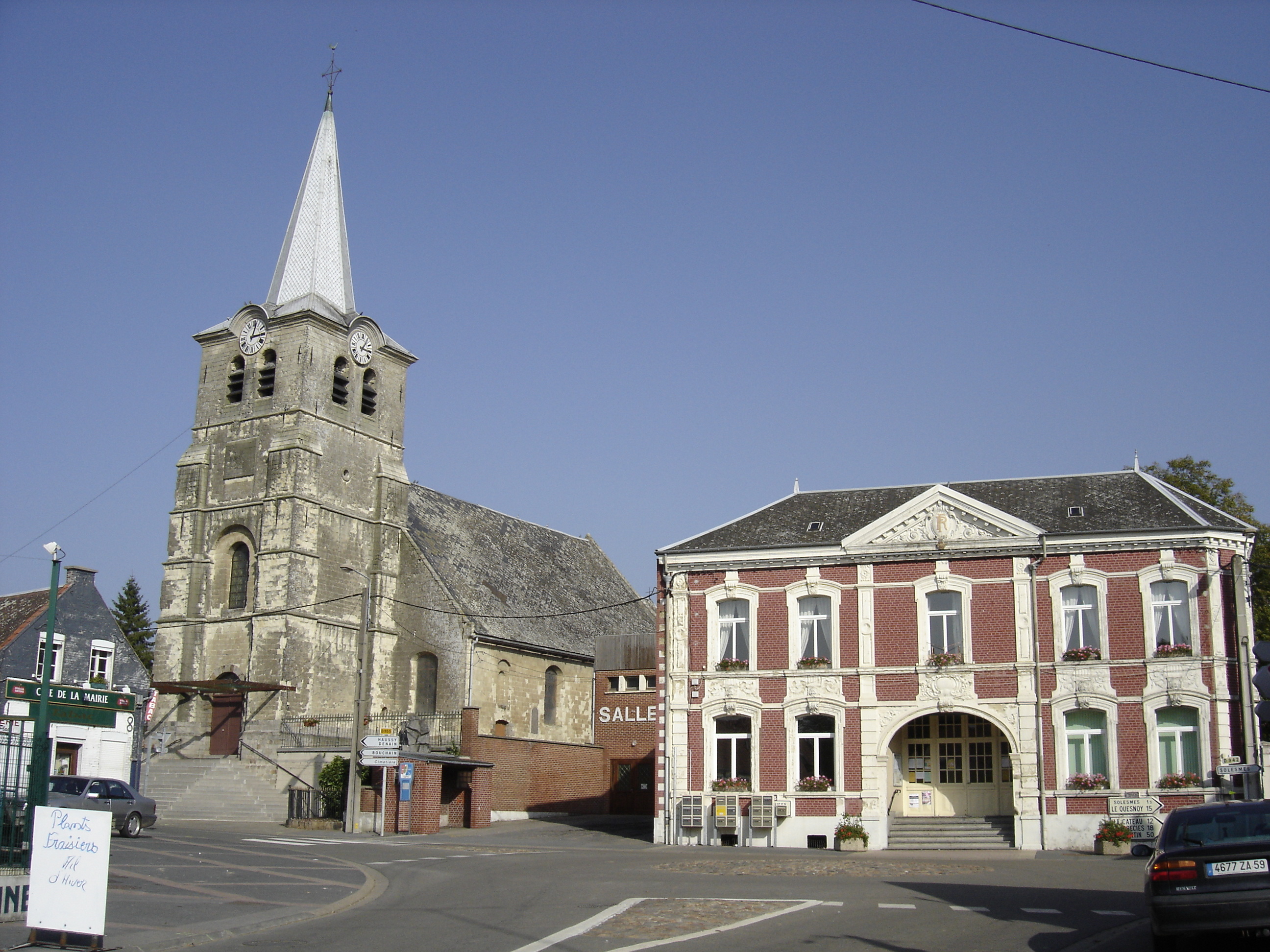
Kirche Saint-Piat
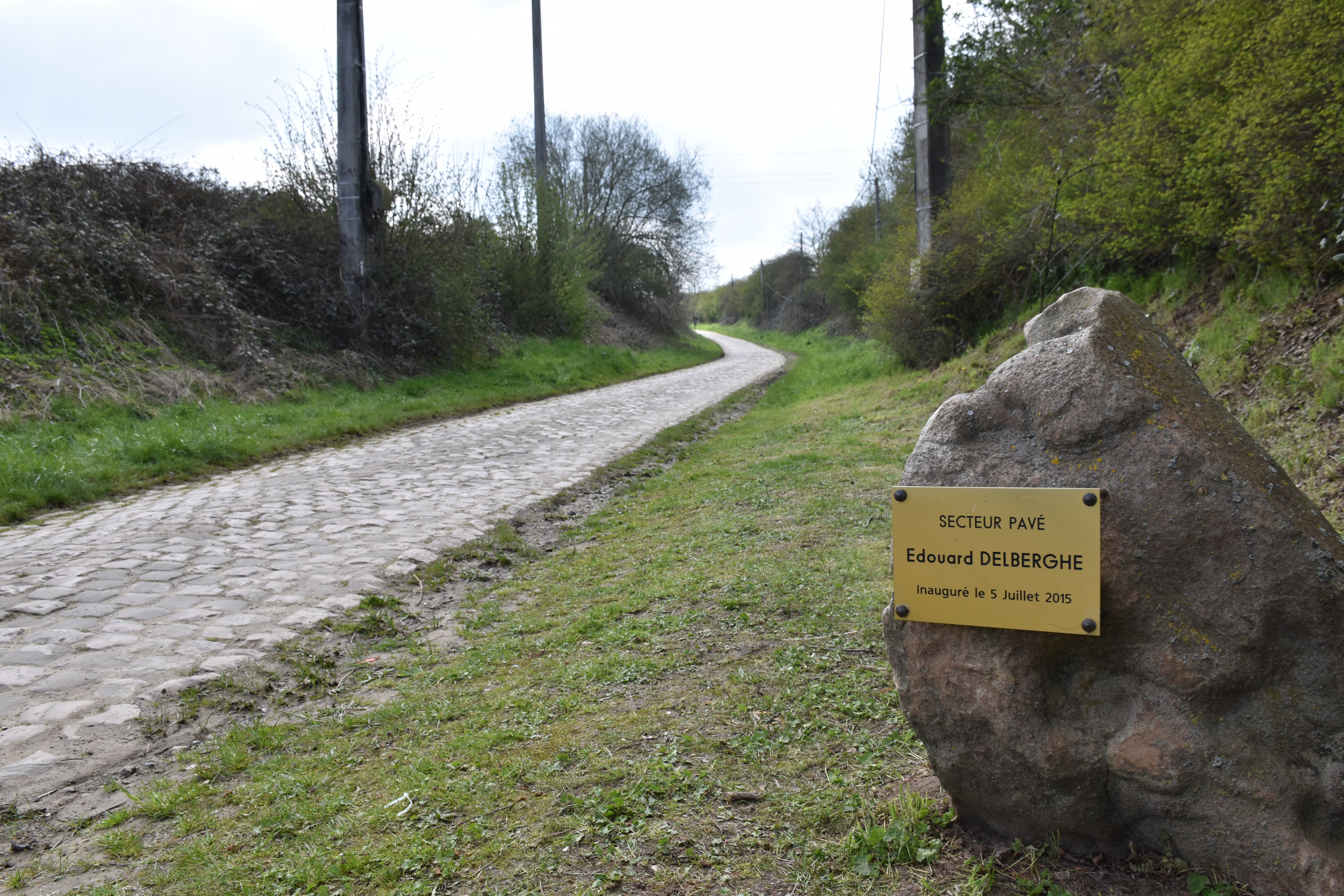
Bei Radrennen beliebte Kopfsteinpflasterstraße nahe Saint-Python
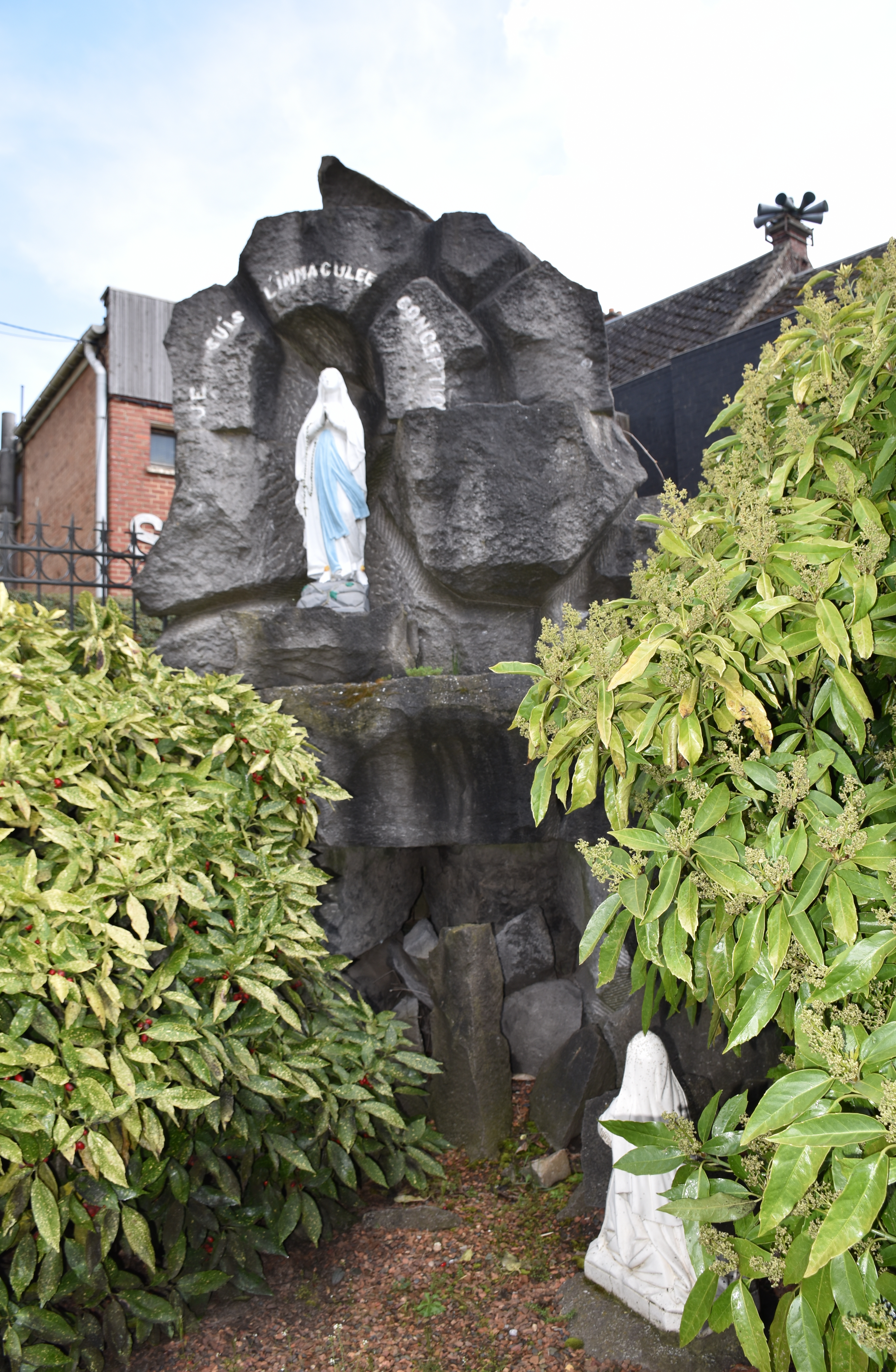
Replik einer Lourdes-Grotte
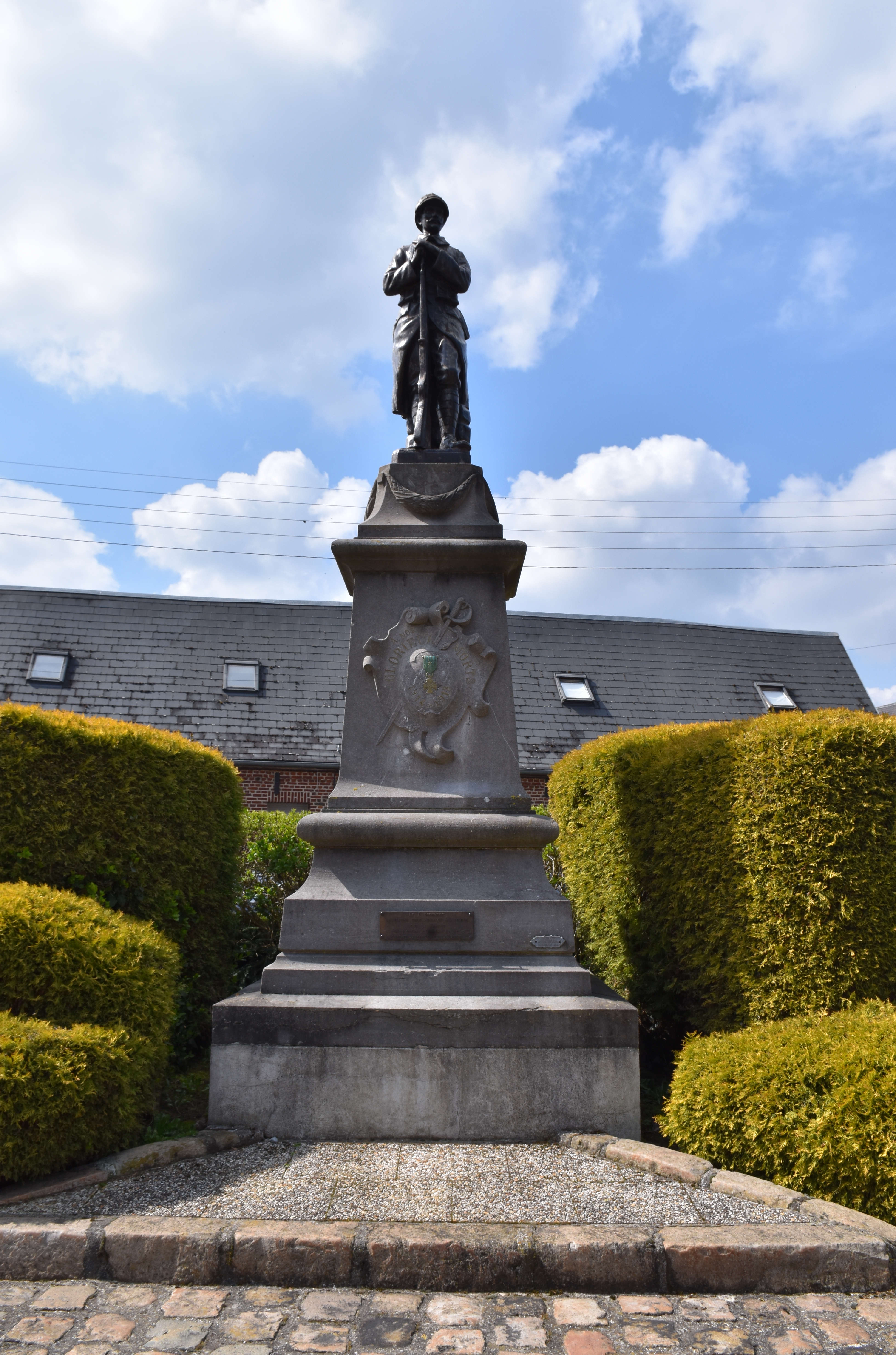
Gefallenendenkmal

- Kirche Saint-Piat
- Bei Radrennen beliebte Kopfsteinpflasterstraße nahe Saint-Python
- Replik einer Lourdes-Grotte
- Gefallenendenkmal